# 쥐꼬리선인장속
쥐꼬리선인장속은 Hylocereeae족에 속한 중앙아메리카 토착착생선인장의 속이다. 학명이 비슷한 다른 속 원반선인장(Discocactus)과 헷갈리지 말자.
쥐꼬리선인장속은 열대지방에서 나무나 바위에 붙어 자란다. 성장 형태는 두 가지가 있다. D. phyllanthoides와 같은 종들의 줄기는 밑동에서는 원통형이지만 점점 납작해져 이파리같이 자라며, D. flagelliformis와 같은 다른 종들의 줄기는 끝부분까지 원통형이다.
공작선인장 잡종이나 그냥 공작선인장이라고 알려진 대부분의 원예 식물은 사실 쥐꼬리선인장속과 Hylocereeae족에 속한 다른 속을 교잡하여 만들어진 것이다.

## 동의어
Hylocereeae족 안에서 쥐꼬리선인장속의 경계는 상당히 불안정하여, 쥐꼬리선인장속을 지칭하는 다양한 학명이 생겨났다:
- Aporocactus Lem. – Aporocereus Fric & Kreuz.는 다른 철자로 표기한 것이다.
- Bonifazia Standl. & Steyerm.
- Chiapasia Britton & Rose
- Heliocereus (A.Berger) Britton & Rose
- Lobeira Alexander
- Mediocereus Fric & Kreuz. (orth. var.)
- Nopalxochia Britton & Rose
- Pseudonopalxochia Backeb.
- Trochilocactus Linding.
- Wittia K.Schum.
- Wittiocactus Rauschert
- Disisocactus Kunze (orth. var.)
- Disocereus Fric & Kreuz. (orth. var.)

Pseudorhipsalis는 때때로 쥐꼬리선인장속에 포함된다고 간주되지만, 국제선인장분류회international Cactaceae Systematics Group에서는 구분된다고 보고 있다.

## 하위 종
- Disocactus ackermannii
- Disocactus aurantiacus
- Disocactus cinnabarinus
- Disocactus flagelliformis
- Disocactus × hybridus
- Disocactus kimnachii
- Disocactus martianus
- Disocactus phyllanthoides
- Disocactus schrankii
- Disocactus speciosus

등등.